# Балкаш-Шокпарское восстание
Балкаш-Шокпарское восстание — стихийное выступление жителей нескольких аулов Балхашского и Шокпарского районов Алма-Атинской области, недовольных методами и мерами коллективизации и раскулачивания, — против представителей местной советской власти; происходило со 2 по 27 апреля 1930 года и было подавлено силами ОГПУ, как и многие другие аналогичные крестьянские бунты, происходившие в 1929—1931 годах по всему СССР.

## Предыстория
Начиная с 1928 года в сельской местности всех республик СССР властями проводилась политика «коллективизации» — объединение мелких сельских производителей в крупные кооперативы и товарищества. Одновременно проводилось «раскулачивание» — конфискация имущества и принудительное выселение так называемых «кулаков».
Предполагалось, что создание крупных сельскохозяйственных товариществ позволит сформировать материальную базу для применения очень дорогой, но высокоэффективной сельхозтехники; «экономия на масштабах» позволила бы удешевить продовольствие и высвободить рабочие руки для развивающейся промышленности. Имущество же кулаков передавалось в колхозы или раздавалось беднякам, — оно должно было помочь им выйти из бедности.
Из Москвы в республики были разосланы «планы», в которых устанавливались соответствующие показатели коллективизации и раскулачивания; одновременно центром были повышены нормы государственных закупок продовольствия по твёрдо установленным ценам, — ведь рост количества колхозов позволит обеспечить и повышенные урожаи со сниженными издержками.
Встретив упорное нежелание крестьян вступать в колхозы, власти на местах стали откровенно на них «давить», чтобы выполнить «задание партии». При этом большевики относились к этому спокойно, поскольку мелкий собственник — самый многочисленный и самый опасный враг бесклассового государства будущего, в котором вся собственность будет общей, — протестующих совершенно не жалели. Скорее, наоборот.
В Казахстане, как и в других республиках, для выполнения партийных заданий по коллективизации, раскулачиванию и продовольственному снабжению (к которым приложилось ещё требование искоренить кочевой способ хозяйствования, — перевести всех на оседлый образ жизни) применялась вся сила государственного принуждения.
Резкая ломка векового бытового уклада, способов хозяйствования, полная неподготовленность реформ, привели к массовой гибели скота; экспроприации и нарушения элементарных гражданских прав привели к росту антисоветских настроений, к оскудению и озлоблению населения, поставленного на грань выживания. В 1928-1932-м годах «власть развалила страну в условиях мирного времени», — фактически, руководством республики «народу Казахстана была навязана гражданская война».

## Ход восстания
Несмотря на подавление всех крестьянских волнений, случившихся в 1929 году, в начале следующего года Казахстан продолжал «бурлить». Постановление КазЦИК и СНК КазССР от 19 февраля 1930 года «О мероприятиях по укреплению социалистического переустройства сельского хозяйства в районах сплошной коллективизации и по борьбе с кулачеством и байством» только подлило масла в огонь.
07 февраля началось крупное восстание в Сузакском районе, 20-го — в Зыряновском, 25-го — в Иргизском; в марте с оружием поднялись сарбазы и жители Казалинского района. «Степная почта» разносила новости с быстротою коня. Восставшие, объявляя о свержении советской власти, призывали следовать их примеру.
В Балкашском районе Алма-Атинской области, как и по всей республике, местные коммунисты и их помощники насильно загоняли людей в колхозы. Со вступающих брали ещё и «особый налог». 1 апреля в нескольких аулах Балкашского района Бузарбай Буланбаев, Сатбай Итемгенов, Асет Диханбаев, Вентай Самбетов, Кошербай Курамысов, а в Шокпарском районе в двух аулах — Абдибек Иурабаев, Тлеукул Сарыкбаев и другие активные граждане призывали народ к восстанию. Непосредственным поводом стало состоявшееся только что раскулачивание нескольких районных «баев» и предстоящее по их делу заседание выездного суда.
Восстание началось 2 апреля в ауле № 2 Балкашского района: народ арестовал присланного из райисполкома уполномоченного по организации посевной компании. 4—5 апреля поднялись жители 2-го аула Шокпарского района. 6 апреля восставшие 1-го, 2-го, 3-го и 10-го аулов Балкашского района заняли районный центр Акколь.
Восставшие атаковали магазин «Общество охотников» и захватили находящееся там оружие. Затем ворвались в местный «Дом Советов» и, прервав заседание суда, сожгли все его бумаги о выселении баев. Работники местных органов власти были арестованы, а госучреждения подверглись разгрому. 7 апреля на собрании, проходившем под председательством Абдибека Нурабаева, восставшие приняли решение о привлечении к восстанию жителей соседних районов.
Прибытие из Алматы специального отряда ОГПУ помешало расширению восстания. Плохо вооружённые, повстанцы не решились дать бой и были вынуждены скрыться. Вскоре в мятежный район в срочном порядке прибыла Госкомиссия во главе с председателем ЦИК КазАССР, а также Комиссии по раскулачиванию, Е. Ерназаровым.
В Акколе Ерназаров провёл собрание, на котором присутствовало 200 человек. Что говорил собравшимся Ерназаров неизвестно, — это могли быть как угрозы, так и обещания. Собравшиеся решили помочь в поимке руководителей восстания и вернуть захваченное имущество и оружие. После этого карательный отряд приступил к аресту восставших. Многих выдавали сами односельчане. До 21 апреля по Балкашскому району было арестовано 25 человек, в том числе и один из руководителей К. Курамысов. Группа восставших Шокпарского района пряталась на острове Желтора при слиянии рек Иле и Балкаш. 27 апреля они были обнаружены и арестованы. Всего 57 человек.

## Последствия
Арестованные были привлечены к уголовной ответственности. 30 мая 1930 состоялся суд. 30 человек приговорены к расстрелу, 20 — к заключению от 3 до 10 лет.
В 1930 году более 2,5 миллионов крестьян приняли участие в 14 тысячах восстаний, бунтов и манифестаций разного масштаба против советской власти. Ситуация становилась неконтролируемой. 02 марта 1930 года в газете «Правда» была опубликована статья И. Сталина «Головокружение от успехов», осуждающая «перегибы на местах» при коллективизации.
«Между тем источники показывают, что в Казахстане (да и по стране в целом) и после того, как прозвучал „глас вождя“, всё оставалось по-прежнему: административно-бюрократический террор продолжал раскручиваться. Причём, как и раньше, он санкционировался самыми высокими инстанциями республики и, следовательно, не может объясняться ссылками на Москву». По данным ОГПУ в 1930 году в Казахстане действовало 82 повстанческих отряда общей численностью 1925 человек.
Ровно через год в Аккольском районе вновь вспыхнул бунт. На этот раз 11 человек расстреляли без суда. Административный центр из Акколи перенесли в Баканас.